# Тишков Андрій Васильович
Андрій Васильович Тишков (26 грудня 1959, Москва, СРСР — 30 липня 1984, Москва) — радянський хокеїст, нападник. Автор першої шайби, закинутої харківським «Динамо» в чемпіонаті СРСР.

## Спортивна кар'єра
Вихованець московського «Динамо». Виступав за клуби «Динамо» (Москва), «Динамо» (Мінськ), «Динамо» (Харків), «Динамо» (Рига) і «Кристал» (Саратов). Другий за результативністю гравець української команди в дебютному сезоні — 30 голів у 38 іграх. У вищій лізі чемпіонату СРСР за шість сезонів провів 134 матчі (32+17). Загинув в автомобільній аварії.

## Статистика
| Сезон               | Команда             | Ліга                | І   | Г  | П  | 0  | Штр |
| ------------------- | ------------------- | ------------------- | --- | -- | -- | -- | --- |
| 1977-78             | «Динамо» (Москва)   | вища                | 1   | 0  | 0  | 0  | 0   |
| 1978-79             | «Динамо» (Москва)   | вища                | 7   | 2  | 1  | 3  | 27  |
|                     | «Динамо» (Мінськ)   | перша               | 17  | 7  | 1  | 8  | 6   |
| 1979-80             | «Динамо» (Москва)   | вища                | 2   | 0  | 1  | 1  | 0   |
|                     | «Динамо» (Харків)   | друга               | 38  | 30 | 16 | 46 | 16  |
| 1980-81             | «Динамо» (Рига)     | вища                | 47  | 10 | 2  | 12 | 30  |
| 1981-82             | «Динамо» (Рига)     | вища                | 46  | 13 | 7  | 20 | 28  |
| 1982-83             | «Динамо» (Рига)     | вища                | 31  | 7  | 6  | 13 | 20  |
| 1983-84             | «Кристал» (Саратов) | перша               | 56  | 26 |    |    |     |
| Всього у вищій лізі | Всього у вищій лізі | Всього у вищій лізі | 134 | 32 | 17 | 49 | 105 |